# 신들의 사회
《신들의 사회》(원제: Lord of Light, 빛의 왕)은 로저 젤라즈니의 SF/판타지 소설이다. 1968년 휴고상 장편소설 부문을 수상했으며, 네뷸러상 후보에 오르기도 했다.